# Nemoria hypotiches
Nemoria hypotiches là một loài bướm đêm trong họ Geometridae.